# Friedrich-Engels-Gymnasium (Berlín)
El Instituto Friedrich Engels (en alemán Friedrich-Engels-Gymnasium) es una escuela de educación secundaria con perfil lingüístico ubicada en Berlín, Alemania. Este gymnasium se destaca por ofrecer el español como primera o segunda lengua extranjera. En esas clases, la enseñanza en las asignaturas de geografía, historia y ciencias políticas se imparte en español.

## Historia
El instituto fue fundado el 5 de abril del 1905 como Höhere-Gemeinde-Knabenschule (escuela comunal superior para chicos), revalidado en 1911 como Reform-Realgymnasium. Este tipo de institutos de educación secundaria con orientación académica se centraba en las ciencias naturales y los idiomas modernos, al contrario de los gymnasien clásicos con énfasis en el latín y el griego antiguo.
En 1938, el colegio fue renombrado Manfred-von-Richthofen-Schule (‘escuela Manfred von Richthofen’), en memoria del aviador de la Primera Guerra Mundial. Inmediatamente después del final de la Segunda Guerra Mundial, en el mayo de 1945, la escuela fue reabierta, en adelante también para las chicas (más de dos décadas antes de la implantación oficial de la coeducación).
Por iniciativa de las autoridades militares soviéticas, se realizó el siguiente cambio de nombre el 28 de noviembre de 1945 con ocasión del quincuagésimo aniversario del instituto, adoptando el nombre Friedrich-Engels-Schule (′escuela Friedrich Engels’) a nombre del revolucionario comunista. Sorprendentemente, aunque el distrito de Reinickendorf pasaría a formar parte del sector francés unas semanas más tarde (parte de Berlín Oeste) y que los berlineses occidentales sentían una aversión al ideario socialista (encima, Engels era parte de la doctrina estatal en Berlín Este), el nombre del instituto sobrevivió a la Guerra Fría, convirtiéndose con los años en una marca de la educación de calidad.
En 1970, el instituto ganó el calificativo de gymnasium.
El edificio principal que data del 1905 forma parte de la lista de los monumentos berlineses.

## Asignaturas de relevancia peculiar

### Español
El español fue integrado en el currículo ya en los años 1930. Más tarde, a partir de 1959, fue ofrecido como asignatura facultativa por un profesor de intercambio después de su vuelta de Chile a Berlín.
En 1991 se inició un proyecto piloto "Clase bilingüe español/alemán, español como segunda lengua extranjera"  y es una oferta regular desde 1994. Mientras tanto, la escuela ofrece la oportunidad de aprender el español como la primera lengua extranjera. En ambos tipos de clases otras materias como geografía o historia son dados en español.
Desde 2002, el Ministerio de Educación, Cultura y Deporte del Gobierno de España apoya este proyecto enviando un profesor en el cuerpo docente del instituto.

### Inglés
Otro proyecto bilingüe afecta el inglés y la biología. Una clase recibe predominantemente la enseñanza en esa asignatura en inglés.

### Deporte
Para establecer la conciliación del deporte de competición y el desarrollo escolar hay clases con el acento sobre el deporte. Se prevén horas adicionales semanales para cursos de deportes ofrecidos por profesores con formación especializada. Además, existe una estrecha colaboración entre la escuela y los sociedades deportivas en la región.